# 大島理森
大島理森（日语：／ Ōshima Tadamori，1946年9月6日—），日本政治家，自由民主黨黨員。出身於青森縣八戶市。1983年至今連續當選11屆眾議院議員。

## 生平
歷任眾議院預算委員長、環境廳長官、文部大臣、科學技術廳長官、農林水產大臣、自由民主黨國會對策委員長、自由民主黨幹事長、自由民主黨副總裁等要職。
在自民黨內屬於番町政策研究所，2012年從高村正彥手中接任會長，成為派閥領袖，到2015年，由山東昭子接任。
2015年4月21日接替因病辭職的町村信孝出任眾議院議長，2017年11月1日連任議長。
退出政壇後，大島理森自2023年起擔任橫綱審議委員會委員，並自2025年1月30日起升任委員長。

## 荣誉

### 外国勋章奖章
- 天主教伊莎贝尔女王大十字勋章（西班牙语：Orden de Isabel la Católica）（西班牙，2017年3月31日批准[2]）：西班牙国王费利佩六世于2017年4月4日至7日对日本进行国事访问。

## 外部連結
- 官方網站（页面存档备份，存于）

| 官衔                   | 官衔                                                                 | 官衔                     |
| ---------------------- | -------------------------------------------------------------------- | ------------------------ |
| 前任： 町村信孝        | 眾議院議長 第76、77代：2015年—2021年                                 | 繼任： 細田博之          |
| 前任： 武部勤          | 農林水產大臣 第34代：2002年—2003年                                   | 繼任： 龜井善之          |
| 前任： 中曾根弘文      | 文部大臣 第128代：2000年                                             | 繼任： 町村信孝          |
| 前任： 中曾根弘文      | 科學技術廳長官 第61代：2000年                                        | 繼任： 町村信孝          |
| 前任： 中曾根弘文      | 總理府核能委員會委員長 第61代：2000年                                | 繼任： 町村信孝          |
| 前任： 宮下創平        | 環境廳長官 第32代：1995年—1996年                                     | 繼任： 岩垂壽喜男        |
| 前任： 藤本孝雄        | 內閣官房副長官（政務擔當） 1990年—1991年                             | 繼任： 近藤元次          |
| 議會席位               |                                                                      |                          |
| 前任： 甘利明          | 眾議院預算委員長 2005年—2006年                                       | 繼任： 金子一義          |
| 前任： 中川秀直        | 眾議院議院運營委員長 第57代：1999年—2000年                           | 繼任： 藤井孝男          |
| 政党职务               |                                                                      |                          |
| 前任： 山崎拓          | 自由民主黨副總裁 2010年—2012年                                       | 繼任： 高村正彥          |
| 前任： 細田博之        | 自由民主黨幹事長 第44代：2009年—2010年                               | 繼任： 石原伸晃          |
| 前任： 古賀誠 二階俊博 | 自由民主黨國會對策委員長 第45代：2000年—2002年 第49代：2007年—2009年 | 繼任： 中川秀直 川崎二郎 |
| 前任： 高村正彥        | 番町政策研究所會長 第4代：2012年—2015年                              | 繼任： 山東昭子          |